# Балар (станция метро)
Балар (фр. Balard) — конечная станция линии 8 Парижского метрополитена, расположенная в XV округе Парижа. Названа по одноимённым улице (фр. Rue Balard) и площади, названной по фамилии французского химика Антуана Жерома Балара, одного из первооткрывателей брома.

## История
- Станция открылась 27 июля 1937 года в конце пускового участка Ла Мотт-Пике — Гренель — Балар, заменившего собой участок Ла Мотт-Пике — Гренель — Порт д’Отёй, перешедший в состав линии 10 в результате реорганизации линий метро на левом берегу Парижа.
- Пассажиропоток по станции по входу в 2011 году, по данным RATP, составил 4 263 152 человек[3]. В 2013 году этот показатель снизился до 4 189 814 пассажиров (116 место по уровню входного пассажиропотока в Парижском метро)[4].

## Конструкция станции и путевое развитие
Станция состоит из трёх путей и двух платформ, размещённых в односводчатом зале, построенном по типовому для Парижа 1920—1930-х годов проекту конечных станций метро. К северу от станции располагается противошёрстный съезд, а к югу — четырёхпутный тупик, предназначенный для отстоя и оборота поездов.

## Галерея
- Лестничный сход